# Chiesetta della Madonna dei Confini
La Chiesetta della Madonna dei Confini si trova a Montone, alla fine della strada della contrada San Lorenzo che s'inerpica dalla frazione di Corlo sul colle Scontrini, al confine del comune.

## Il nome
Il nome deriva dal fatto che l'edificio fu costruito esattamente ai confini dei territori di competenza religiosa (tra la diocesi di Città di Castello e la diocesi di Gubbio) e civile (tra i comuni di Montone e di Pietralunga).

## L'edificio

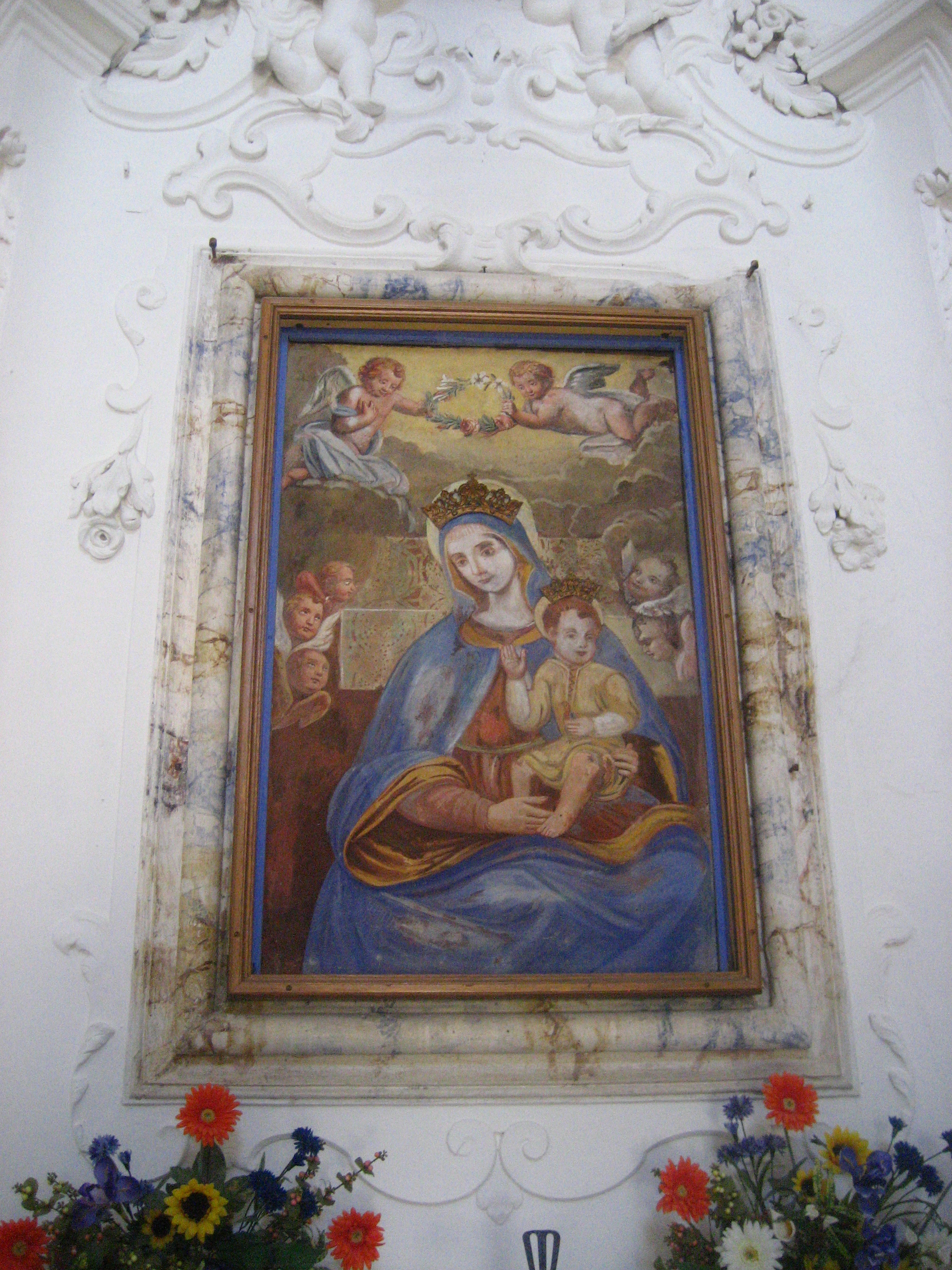
Affresco della Madonna dei Confini

Il piccolo santuario è costituito da un edificio a pietra a vista, tipico della architettura rurale umbra, con annessa la vecchia residenza del cappellano accessibile da una scala laterale esterna.
La facciata a capanna dell'edificio sacro ha alla base un avancorpo costituito da un semplice protiro a portico a protezione del portone d'ingresso e di due piccole finestre ai suoi lati. La facciata della chiesa si completa con una sobria e grande finestra inferriata, incorniciata da pietra locale. Sopra quest'ultima c'è un minuscolo lucernario di mattoni di terracotta.
L'edificio ha un piccolo campanile a vela posto sul tetto con un'antica campana di bronzo.
L'interno è costituito da un'unica navata. Sopra la porta d'ingresso c'è un sobrio soppalco ligneo per il coro. Sulla parete opposta c'è l'altare posto tra due porte laterali di accesso ai locali retrostanti entrambe sormontate un ovale colorato ed ornato.
Di particolare pregio è lo storico affresco, raffigurante la Madonnuccia, posto sulla parete dell'altare.

### LaMadonnuccia
L'affresco settecentesco raffigura un'esile figura della Beatissima Vergine dei Confini, con in braccio il Bambino che stringe nella mano sinistra una colomba o una tortora (2). Sopra il capo della Vergine due angeli sostengono una ghirlanda di fiori. Il quadro si completa con altri cinque puti, due sul lato destro e tre sul lato opposto. Secondo Luigi Piccardini sembra che il dipinto sia attribuibile allo stesso pittore di una imprecisata Madonna del Cono (2).

## La storia
Dagli atti di un processo, (1) promosso a suo tempo dal Vicario generale della Diocesi di Città di Castello, risulterebbe che, attorno all'anno 1765, una pastorella, tale Margherita, figlia di Belico, dopo aver perso delle pecore, le abbia ritrovate all'interno di una minuscola cappella, una Maestà definita negli atti Madonnuccia.
Secondo questi documenti (2) il Priore dell'allora vicina abbazia benedettina di San Faustino ed economo anche della piccola Maestà del colle Scontrini, il frate Matteo Martinelli, dichiarò di aver raccolto personalmente testimonianza dalla pastorella. Quest'ultima gli aveva dichiarato di aver avuto la sorte di parlare più volte con la Madonna raffigurata nell'affresco e di aver ricevuto l'incarico dalla Madonna di far costruire una chiesa vera e propria. La ragazza avrebbe risposto di non avere i soldi, ma la Madonna avrebbe dichiarato che in quella zona la disponibilità e la generosità non mancavano perché quel monte era pieno di quattrini. (2).
L'avvenimento suscitò notevole scalpore tra la popolazione e, visto l'esito favorevole espresso dalle autorità ecclesiastiche, furono raccolte tante elemosine da poter erigere nel 1771 l'attuale chiesa nella quale fu trasferita l'immagine sacra della precedente Maestà. I documenti attesterebbero (1) che nella costruzione si fece attenzione di far rientrare di dieci passi [!] l'edificio nell'ambito territoriale della Diocesi di Città di Castello. La chiesa fu consacrata il 23 ottobre 1774 dal vescovo della Diocesi di Città di Castello, Giovanni Battista Lattanzi, lo stesso che nel 1759 era riuscito a far graziare dal Papa Clemente XIII tutti i rivoltosi tifernati (gli abitanti di Città di Castello) contro lo Stato Pontificio che avevano partecipato ai tumulti del 1758 dopo la morte di Benedetto XIV.
Il tempio dopo la consacrazione fu dotato di 1103 scudi e di una cospicua rendita da parte del nobile perugino Curzio Ranieri (1), appartenente ad un casato con proprietà anche nella vicina Civitella Ranieri, attualmente nel comune di Umbertide.
Nel 1823 il vescovo di Città di Castello, Francesco Antonio Mondelli, insediò un cappellano stabile, con l'obbligo della celebrazione della messa nei giorni festivi. Nel 1872 fu celebrato il primo centenario con la presenza e testimonianza di Luigi Piccardini. (2)

### Oggi
Il prestigio del piccolo santuario continuò ininterrottamente fino ad oggi coinvolgendo non solo la piccola comunità di San Lorenzo, ma anche l'intero circondario in modo particolare durante la festa che si celebra annualmente la terza domenica di settembre.
Alla fine del Novecento la chiesa fu gravemente danneggiata, prima dal terremoto del 1997, poi, com'è documentato (2011) dalla mostra fotografica consultabile nella sacrestia della stessa, da una grave e funesta azione di vandalismo avvenuta nel 1999. Dopo quest'ultimo grave avvenimento ci fu una straordinaria reazione popolare. Alcuni abitanti della contrada, e dei comuni della zona (Montone, Umbertide, Pietralunga), si sono subito organizzati, e autofinanziati, per cancellare la grave ingiuria perpetrata all'edificio sacro e alle sue suppellettili. Così, grazie alla loro generosità, questo storico santuario di campagna è ritornato alla fruibilità religiosa e alla sua semplice bellezza architettonica.